# Carabella
Carabella es un género de arañas araneomorfas de la familia Salticidae. Se encuentra en Panamá.

## Lista de especies
Según The World Spider Catalog 12.5:::
- Carabella banksi Chickering, 1946
- Carabella insignis (Banks, 1929)